# Platja de Las Rubias
La Platja de Las Rubias es troba en el concejo asturià de Cudillero i pertany a la localitat de Villademar.

## Descripció
La platja té forma de petxina, una longitud d'uns 500 m i una amplària mitjana d'uns 20 m.
Els seus accessos són molt difícils havent de lliscar-se pels penya-segats, bastant verticals, i amb necessitat d'utilitzar una corda en l'últim tram.
La platja, forma part de la Costa Occidental d'Astúries i està catalogada com a Paisatge protegit, ZEPA i LIC.
Per accedir a aquesta platja cal localitzar prèviament el lloc més proper que és el poble de Villademar. Para això cal desviar-se en la N 634, direcció Galícia, en el tram recte que condueix a Cudillero oest i en arribar a Villademar agafar un camí que és perpendicular i cap a l'esquerra a la direcció que es portava. A uns 150 m hi ha unes vies de tren i més endavant s'arriba a uns prats des d'on es veu la platja. Per veure-la millor cal caminar per a dalt dels penya-segats i cap a l'oest, prenent les precaucions necessàries de distància de seguretat a ells, uns 50 m. Aquest és el punt des d'on millor es veu la petxina. Hi ha una altra forma d'arribar a la platja que és des de la veïna Platja de la Corbera aprofitant la baixamar la qual cosa no està exempt de perill, ja que cal estar molt atent a la marea per no quedar tancat. Malgrat el que s'ha dit, no és recomanable descendir a aquesta platja.